# Marsjrut postroen
Marsjrut postroen (russisk: Маршрут построен) er en russisk spillefilm fra 2016 af Oleg Asadulin.

## Medvirkende
- Pavel Tjinarjov som Andrej
- Svetlana Ustinova som Olga
- Vitalija Kornienko som Ksjusja
- Kristina Sjapovalova
- Sergej Safronov